# Fear (film)
Fear is een Amerikaanse psychologische thrillerfilm uit 1996 onder regie van James Foley.

## Verhaal
Nicole Walker is de perfecte dochter. Toch droomt ze stiekem van een stoere jongen als vriendje. Deze man ontmoet ze op een illegaal feestje en ze krijgen al snel een relatie. Alles loopt echter uit de hand wanneer David een obsessie krijgt voor Nicole. Steve, Nicole's vader, staat niet achter de relatie en vertrouwt David niet. Hij komt erachter dat David dingen verbergt en een donker verleden heeft gehad. Wanneer David ontdekt dat Steve de waarheid over hem weet, laat hij een heel andere kant van zichzelf zien dan de gevoelige jongen en terroriseert hij de familie.

## Rolverdeling
| Acteur            | Personage     |
| ----------------- | ------------- |
| Reese Witherspoon | Nicole Walker |
| Mark Wahlberg     | David McCall  |
| William Petersen  | Steve Walker  |
| Amy Brenneman     | Laura Walker  |
| Alyssa Milano     | Margo Masse   |
| Christopher Gray  | Toby Walker   |
| Todd Caldecott    | Gary          |
| Tracy Fraim       | Logan         |
| Gary Riley        | Hacker        |
| Jed Rees          | Knobby        |
| Jason Kristofer   | Terry         |
| Andrew Airlie     | Alex McDowell |
| Gerry Bean        | Eddie Clark   |
| Banner de hond    | Kaiser        |

## Soundtrack
1. "Jessica" - The Allman Brothers Band
2. "Green Mind" - Dink
3. "Comedown" - Bush
4. "Wild Horses" - The Sundays
5. "Machinehead" - Bush
6. "Something's Always Wrong" - Toad the Wet Sprocket
7. "Animal" - Prick
8. "Stars and Stripes Forever" - C.H.S Municipal Band
9. "The Illist" - Marky Mark
10. "Irie Vibe" - One Love.